# Jugarem a estimar-nos
'Jugarem a estimar-nos (Tradução: «Jogaremos a amar-nos») foi a canção de Andorra,  interpretada na semifinal do Eurovisão 2004. A canção está em catalão, a primeira vez que este idioma foi interpretado no cenário do festival.
A canção foi cantada por Marta Roure, que se apresentou na sexta posição (seguinte a David D'Or de Israel com "Leha'amin" e antes de Sofia Vitória de Portugal com "Foi magia"). No fechamento da votação, a canção recebeu só 12 pontos, no qual ficou 18º lugar e significou que Andorra não se classificou para final.
No ano seguinte, a canção que representou a Andorra no Festival foi La mirada interior, por Marian van de Wal.

## Autores
| Autores da canção         |
| ------------------------- |
| Letrista: Jofre Bardagí   |
| Compositor: Jofre Bardagí |

## Letra
A canção é cantada desde o ponto de vista de uma mulher, sugerindo uma aventura de uma noite a um homem. Diz-lhe que já sabe que não se amam, nem se amarão depois disso, mas que não lhe importa.